# Kaktovik
Kaktovik (v inupiaku Qaaktuġvik) je město na Aljašce ve Spojených státech amerických, ležící v regionu North Slope Borough. Nachází se v severní části ostrova Barter Island. Jde o tradiční rybářské sídlo. Až do padesátých let dvacátého století nebylo trvale osídleno. Stalo se tak až poté, co bylo nedaleko města postaveno letiště a radarová stanice (Distant Early Warning Line). Roku 2010 zde žilo 239 lidí, což oproti sčítání o deset let dříve, kdy zde žilo 293 lidí, znamenalo pokles o 18,4 %.